# مسطرة حاسبة

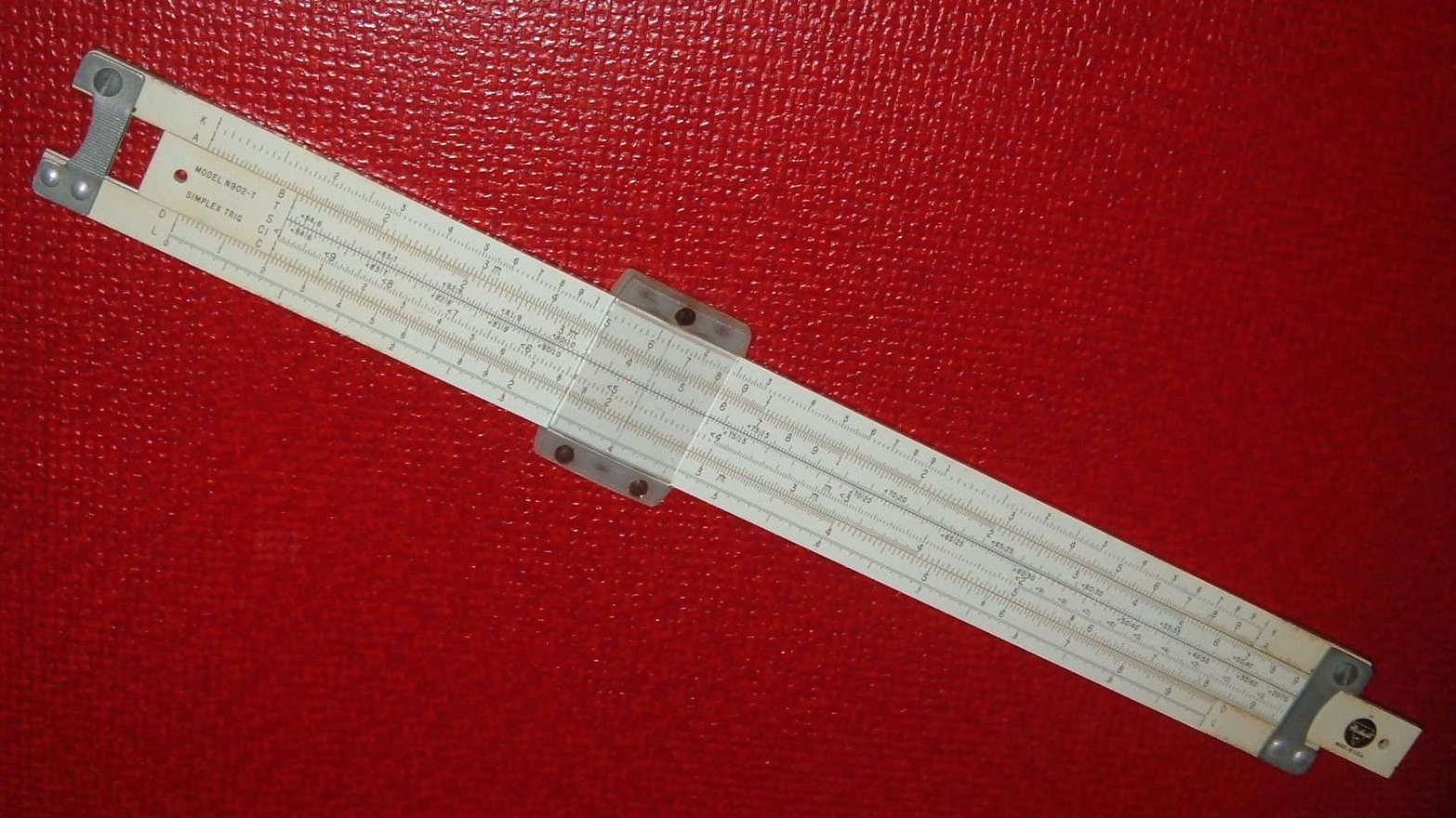
مسطرة جيب حاسبة للطلاب بحجم عشرة بوصات

المسطرة الحاسبة هي آلة حاسبة تماثلية تتكون من مسطرتين، أو أكثر، مدرجتين، تنزلقان على نفس المستوى، وتسمح بالقيام بعمليات حسابية متعددة مثل الضرب والقسمة وحساب الجذور وحساب المثلثات واللوغريتمات. اخترع المسطرة الحاسبة الرياضي الإنجليزي ويليام أوتريد، في سنة 1630، وبقيت مستعملة بشكل واسع حتى بداية سبعينات القرن الماضي.

## عملية رياضية

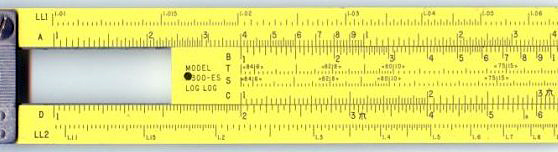
لهذه المسطرة الحاسبة اوضاع لقيم مختلفة:
من مقياس C إلى مقياس D (مضروب 2).
من مقياس D إلى مقياس C (مقسوم على 2).
المقاييس A و B (للضرب والقسمة على 4).
A و D المقاييس (المربعات والجذور التربيعية).